# Бюрос
Бюро́с (фр. Buros) — коммуна во Франции, находится в регионе Аквитания. Департамент — Атлантические Пиренеи. Входит в состав кантона Пе-де-Морлаас и дю Монтанерес. Округ коммуны — По.
Код INSEE коммуны — 64152.

## География
Коммуна расположена приблизительно в 650 км к югу от Парижа, в 170 км южнее Бордо, в 8 км к северо-востоку от По.
На северо-востоке коммуны протекает река Люи-де-Франс.

### Климат
Климат тёплый океанический. Зима мягкая, средняя температура января — от +5°С до +13°С, температуры ниже −10 °C бывают редко. Снег выпадает около 15 дней в году с ноября по апрель. Максимальная температура летом порядка 20-30 °C, выше 35 °C бывает очень редко. Количество осадков высокое, порядка 1100 мм в год. Характерна безветренная погода, сильные ветры очень редки.

## Население
Население коммуны на 2010 год составляло 1771 человек.
| 1962 | 1968 | 1975 | 1982 | 1990 | 1999 | 2010 |
| ---- | ---- | ---- | ---- | ---- | ---- | ---- |
| 455  | 637  | 691  | 919  | 1155 | 1416 | 1771 |

## Администрация
| Период | Период | Фамилия       | Партия | Примечания |
| ------ | ------ | ------------- | ------ | ---------- |
| 1959   | 1971   | Пьер Кантон   |        |            |
| 1971   | 1989   | Бернар Кантон |        |            |
| 1989   | 2001   | Жильбер Песке |        |            |
| 2001   | 2008   | Жан Таг       |        |            |
| 2008   | 2020   | Тьерри Каррер |        |            |

## Экономика
В 2010 году среди 1203 человек трудоспособного возраста (15-64 лет) 861 были экономически активными, 342 — неактивными (показатель активности — 71,6 %, в 1999 году было 67,8 %). Из 861 активных жителей работали 814 человек (424 мужчины и 390 женщин), безработных было 47 (21 мужчина и 26 женщин). Среди 342 неактивных 119 человек были учениками или студентами, 137 — пенсионерами, 86 были неактивными по другим причинам.

## Достопримечательности
- Церковь Св. Петра (1870 год)[4]

## Фотогалерея

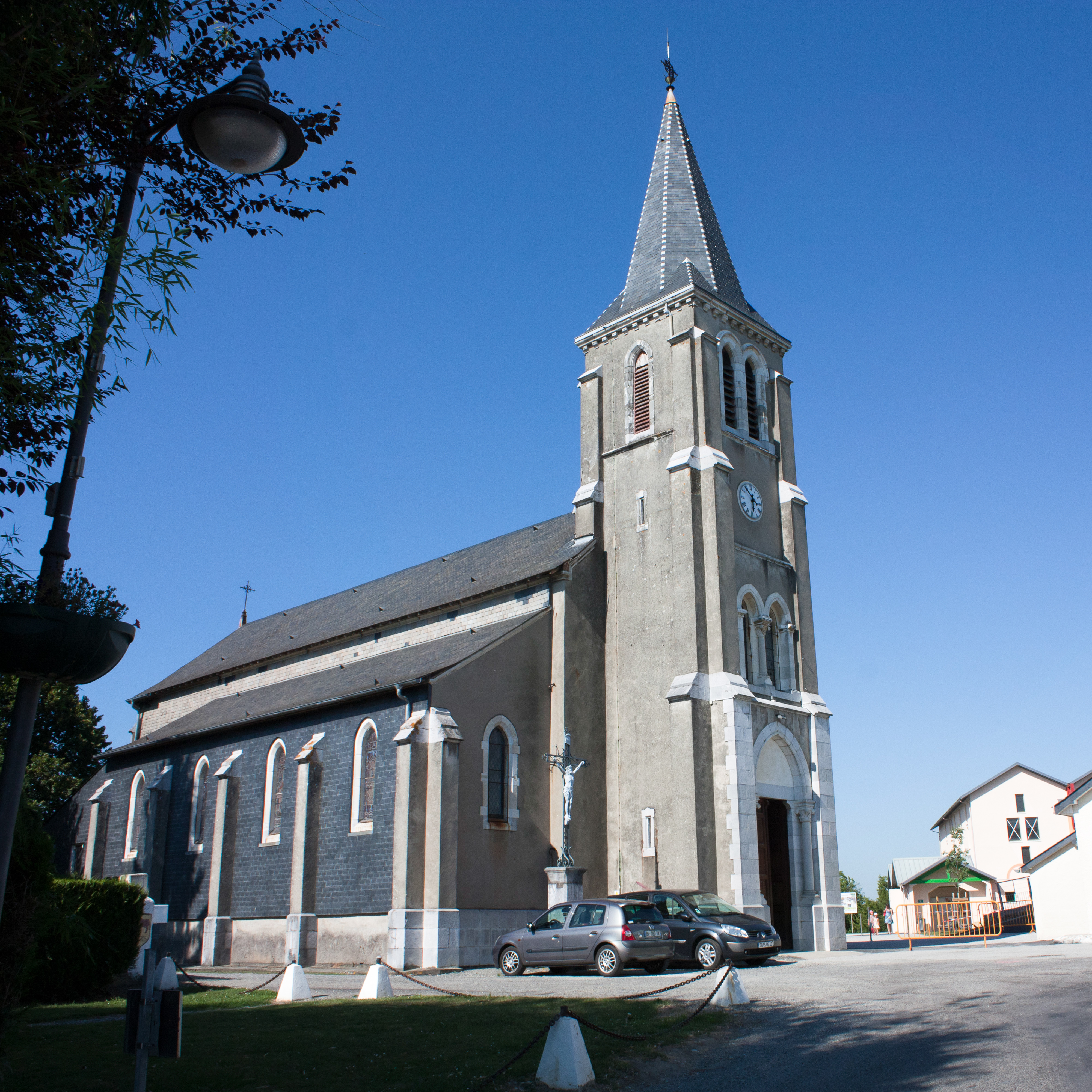
Церковь Св. Петра
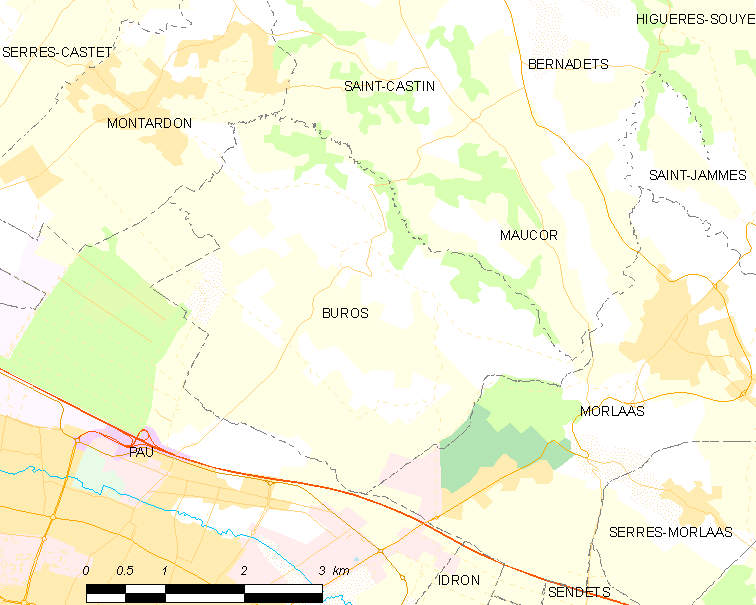
Карта коммуны